# A unsprezecea elegie
„A unsprezecea elegie”, subîntitulată  Intrarea-n muncile de primăvară, este a douăprezecea și ultima poezie-elegie de Nichita Stănescu din volumul 11 elegii, apărut în 1966.

## Comentarii
Dorin Ștef comentează despre poezia „A unsprezecea elegie”,
| “ | După o suită de nașteri - descrise în ultimele patru elegii - , poemul care închide ciclul și volumul parcurge, în foarte mare viteză, distanța de la naștere la moarte (legea creșterii și a descreșterii). Secvența poate fi privită la fel de bine din perspectivă cosmică, ori a existenței umane. Legea este aceeași, doar unghiul diferă. Acel „recipient” al esențelor lumii, acea inimă ce pulsează sub straturi de gheață în așteptarea primăverii, acel ou care se sparge pentru ca pasărea să-și ia zborul - ei bine, toate acestea nu sunt decât metafore pentru a îmbrățișa teoriile inflaționiste privind expansiunea timpurie a universului. După acest moment critic, Universul începe să „crească” în dimensiuni, să se dilate uniform în toate direcțiile, să expandeze cu o viteză bine definită. Dacă această viteză ar fi mai mică decât viteza de lansare, Universul s-ar fi contractat demult, ar fi pâlpâit și s-ar fi stins. Dacă viteza ar fi mai mare, gravitația era învinsă și nu ar permite formarea galaxiilor, a planetelor și, deci, a vietăților. Cu certitudine însă, cuvântul de ordine e alergarea: „Voi alerga, deci, în toate părțile deodată...”. | ” |